# René de Knyff

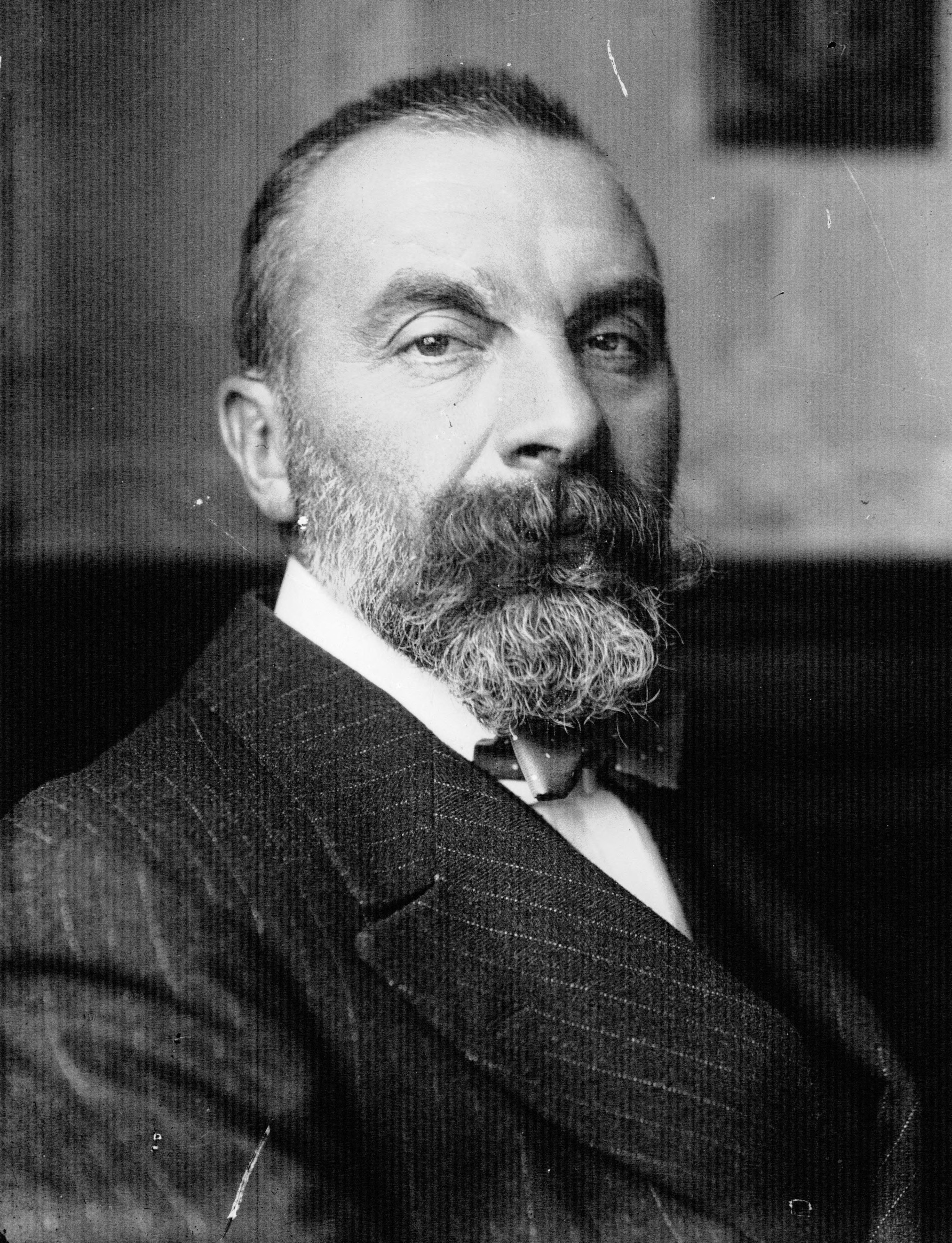
René de Knyff (1912)

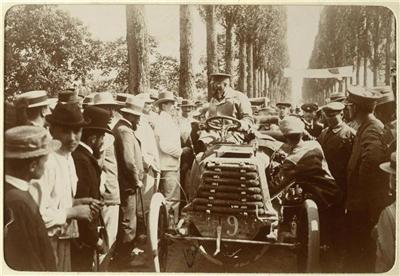
René de Knyff während der ersten Tour de France für Automobile

Chevalier René de Knyff (* 10. Dezember 1865 in Antwerpen, Belgien; † 29. Mai 1955 in Paris) war ein französischer Automobilrennfahrer und Vorsitzender der Motorsportvereinigung Commission Sportive Internationale.

## Karriere
Der gewichtige Vollbartträger de Knyff gilt als einer der Doyens des Automobilsports und einer der großen Rennfahrer der ersten Epoche.
Seine Autorennen bestritt de Knyff stets mit Wagen der Marke Panhard & Levassor, bei der er auch in leitender Funktion tätig war. Daneben war er an der Gründung des französischen Automobilclubs ACF mitbeteiligt.
Seine Rennkarriere begann beim Rennen Marseille–La Turbie 1897 mit dem vierten Platz. Seinen ersten Sieg feierte de Knyff bei Paris–Bordeaux 1898. Weitere Erfolge waren ein Sieg bei der Tour de France für Automobile 1899, der dritte Platz bei Paris–Berlin 1901 und der zweite Rang bei der Gordon-Bennet-Trophy 1903; bei der Austragung dieses Rennens im Vorjahr (Paris–Innsbruck) schied er, mit großem Vorsprung führend, nur 40 km vor dem Ziel aus.
Nach 1903 zog sich de Knyff vom aktiven Rennsport zurück. Er wurde Vorsitzender der Rennabteilung des französischen Automobilclubs und war von 1922 bis 1946 Vorsitzender der Internationalen Motorsportorganisation Commission Sportive Internationale.
René de Knyff starb 1955 im Alter von 89 Jahren.